# العلاقات الأوكرانية البالاوية
العلاقات الأوكرانية البالاوية هي العلاقات الثنائية التي تجمع بين أوكرانيا وبالاو.

## مقارنة بين البلدين
هذه مقارنة عامة ومرجعية للدولتين:
| وجه المقارنة                                              | أوكرانيا                                   | بالاو                         |
| --------------------------------------------------------- | ------------------------------------------ | ----------------------------- |
| المساحة (كم2)                                             | 603.63 ألف                                 | 465                           |
| عدد السكان (نسمة)                                         | 45.55 مليون                                | 21.73 ألف                     |
| الكثافة السكانية (ن./كم²)                                 | 75.46                                      | 4.67 ألف                      |
| العاصمة                                                   | كييف                                       | نغيرولمود، كورور              |
| اللغة الرسمية                                             | اللغة الأوكرانية                           | لغة إنجليزية، اللغة البالاوية |
| العملة                                                    | هريفنا أوكرانية، كاربوفانيتس، روبل سوفييتي | دولار أمريكي                  |
| الناتج المحلي الإجمالي (بليون دولار)                      | 112.15 مليار                               | 291.54 مليون                  |
| الناتج المحلي الإجمالي (تعادل القوة الشرائية) بليون دولار | 352.98 مليار                               | 326.12 مليون                  |
| الناتج المحلي الإجمالي الاسمي للفرد دولار أمريكي          | 2.11 ألف                                   | 13.50 ألف                     |
| الناتج المحلي الإجمالي للفرد دولار أمريكي                 | 8.66 ألف                                   | 14.76 ألف                     |
| مؤشر التنمية البشرية                                      | 0.747                                      | 0.780                         |
| رمز المكالمات الدولي                                      | +380                                       | +680                          |
| رمز الإنترنت                                              | .ua، .укр ‏                                 | .pw                           |
| المنطقة الزمنية                                           | ت ع م+02:00، ت ع م+03:00، توقيت شرق أوروبا | ت ع م+09:00                   |

## منظمات دولية مشتركة
يشترك البلدان في عضوية مجموعة من المنظمات الدولية، منها:
| علم المنظمة | اسم المنظمة                        | تاريخ انضمام أوكرانيا | تاريخ انضمام بالاو |
| ----------- | ---------------------------------- | --------------------- | ------------------ |
|             | مؤسسة التنمية الدولية              | 27 مايو 2004          | 16 ديسمبر 1997     |
|             | الأمم المتحدة                      | 24 أكتوبر 1945        | 15 ديسمبر 1994     |
|             | منظمة حظر الأسلحة الكيميائية       | ?                     | ?                  |
|             | مؤسسة التمويل الدولية              | 18 أكتوبر 1993        | 16 ديسمبر 1997     |
|             | وكالة ضمان الاستثمار متعدد الأطراف | 19 يوليو 1994         | 16 ديسمبر 1997     |
|             | يونسكو                             | 12 مايو 1954          | 20 سبتمبر 1999     |
|             | البنك الدولي للإنشاء والتعمير      | 3 سبتمبر 1992         | 16 ديسمبر 1997     |

## وصلات خارجية
- موقع وزارة الخارجية الأوكرانية